# アバター 伝説の少年アン
『アバター 伝説の少年アン』（アバターでんせつのしょうねんアン、英語: Avatar: The Last Airbender）は、ニコロデオン・アニメーション・スタジオが制作したアメリカのテレビアニメシリーズ。2005年2月から2008年7月までの3シーズン、ニコロデオンで放映された。アバターは、特定の人々が "曲げ "として知られる中国武術の念動力のバリエーションで、水、土、火、空気の4つの要素のいずれかを操作することができ、アジアのような世界に設定されている。4つの要素を自在に操ることができる唯一の人物 "アバター "は、世界の4つの国のバランスを保ち、物理的な世界と精神的な世界の架け橋となっているという。日本のアニメとアメリカン・カートゥーンを融合させたスタイルで、主に東アジアの文化のイメージをベースに、南アジア、新世界、イヌイット、シレニキなどの影響を受けている。
2024年にはNetflixで『アバター 伝説の少年アン (実写ドラマ)』として実写ドラマとなった。

## 概要
エミー賞を受賞したこの作品は、格闘技と元素の巧みな操作に満ち溢れたアジアをモチーフにした世界が舞台となっており、少年アンとその仲間たちが火の国の王を倒して火の国との大戦争を終わらせる旅をするという内容である。本編中におけるそれぞれの回は本の章にたとえられ、シーズン全体は一冊の本にたとえられている。
アメリカでの初回放送は2005年2月21日。最終回は2008年7月19日に4部構成のテレビ映画として公開された。DVD、iTunes Store上やXbox Live Marketplace上の販売もされている。『ファミリー・ガイ』等で演出を務めていたマイケル・ダンテ・ディマーティノ（Michael Dante DiMartino）と『インベーダー・ジム』でアートディレクターを務めていたブライアン・コニーツコ（Bryan Konietzko）が原作者・監督として制作し、『フューチュラマ』の脚本家であるアーロン・イハス（Aaron Ehasz）が共同制作者として文芸面を支えた。
ニックトゥーンのラインナップの中で560万人という視聴者数を獲得し、対象年齢とした6-11歳の男児以外の年齢層でも人気を博した。
第1シーズン『水の巻』が成功したため、第2シーズン『土の巻』 ・第3シーズン『火の巻』も放映された。
また、番組関連グッズにはミニアクションフィギュアやトレーディングカードゲーム、第1 ・第2 ・第3シーズンを基にしたゲームソフト3本、パラマウント・パークス社から売り出されたぬいぐるみ、レゴセット2つがある。
米国ニコロデオンでは、本作から70年後の世界を舞台とした続編『レジェンド・オブ・コーラ』が2012年4月から2014年12月まで全52話が放送された。
日本では2007年12月1日より衛星チャンネルのニコロデオンにて放送開始。シーズン2『土の巻』まで放送されたが、シーズン3『火の巻』の放送がされないまま2009年にニコロデオンが衛星チャンネルから撤退。同時に放送が中断され、日本語での視聴は困難となっていた。2015年頃にAmazonプライムにて『水の巻』『土の巻』が配信され、2016年には『火の巻』が吹き替え版と共に配信開始。これにより全シーズンが日本語で視聴可能となった。2018年からはdTVチャンネルやHuluで再開したニコロデオンや、Netflixでも配信している。

## あらすじ
はるか昔。水の部族、土の王国、火の国、気の民にはそれぞれ、水、土、火、気の技を使うベンダーが存在し、四つの技をマスターしたアバターによって調和が保たれていた。ある日火の王ソジンが戦争を始め、アバターはそれを止められる前に姿を消した。火の国は猛威を振るい、世界の調和は崩れた。「もう二度とアバターは現れない」と思われていた。
それから百年後も戦争は終わることはなく、アバターは伝説の存在となっていた。ある日、水の部族の少女カタラとその兄サカは、猟の途中で氷に閉じ込められた少年アンを目覚めさせる。怪しむサカをよそにカタラはひとまずアンを村へ連れて帰ることを決める。交流を深めるアンとカタラだが、実はアンは火の国によって滅ぼされた気の国の生き残り、つまり最後の気のベンダーなのである。
一方、火の国の王子ズーコはアバターを捕まえて祖国に戻るため、伯父のアイローと共に暗躍していた。ある時、水の部族の村でカタラと共にいるアンを発見したズーコは村を襲撃し、アンを見るなりアバターと呼ぶ。居合わせたサカとカタラはアンが世界の最後の希望・アバターだということを知り、驚く。

## 世界観
世界観は近代以前のアジアがもとになっており、作中では全世界で読み書きに漢字が使われ、箸を使って食事をするなど、文化的には中国が主体とされ、日本、チベット 、タイ王国、インド、エスキモー文化のモチーフがところどころに取り入れられている。魔法のような「技」が技術の代わりとなっているが、ある程度の科学知識が一般常識とされ、石炭を動力源とする蒸気船や戦車、トラック、飛行船も登場する。

### 技
火の国、水の部族、土の王国、気の民にはそれぞれ生まれつき「技」を使える使い手「ベンダー」が存在する。4つの技全てを習得できるのは「アバター」だけである。
火の技（Firebending）
人体に内在する熱から炎を生み出し操る技で、防御よりも攻撃に重点が置かれる。訓練することで、電気を放出したり、受け流すこともできる。火の技は太陽の出ている日中に強くなり、夜間には弱くなる。振り付けは北派少林拳が元になっている。
水の技（Waterbending）
水を操る技で、水を鞭のように操って攻撃したり、氷をナイフのように飛ばしたり、敵を氷漬けにして動きを封じたりできる。血を操る技もあり、植物や動物の体内の水分を奪い取ったり、人を操ったりできる。また、水の技を使い傷を癒すこともできる。水の技は満月の夜に最も強くなる。振り付けは太極拳が元になっている。
士の技（Earthbending）
土や岩を操る技で、地面から岩石を蹴りだして攻撃したり、岩石を打ち出して防御したりする。極めると金属も操れるようになれる。ほとんどの使い手は地面に直接触れていなければ技が使えない。振り付けは洪家拳が元になっている。
気の技（Airbending）
大気を操る技である。風を起こして敵を吹き飛ばしたり、グライダーや棒を使って飛行することができる。高い霊性を持つ気の民は全員が気の技の使い手であるが、徹底した平和主義のため命を奪う技が存在しない。振り付けは八卦掌が元になっている。

### 四つの国
火の国（英語: Fire Nation）の本土
熱帯気候の火山性の列島から構成されている。この他、征服した地の国の領土を植民地として支配している。世界最大の軍事力と工業生産力を誇るが、環境を顧みない工業化により、大気汚染や水質汚染も見られる。黒髪に金色の瞳を持つ国民が多く、辛い料理が好まれる。国家元首は火の王（英語: Fire Lord）。
土の王国（英語: Earth Kingdom）
世界最大の領土を持ち、100年に渡る火の国との戦争を持ちこたえている。王都は二重の城壁に守られ、不落をうたわれるバーシンセー。国家元首は土の王。国民は緑色の瞳を持つ者が多く、頑固で粘り強い。
水の部族（英語: Water Tribe）
北極と南極に分かれた部族国家である。国民は褐色の肌に青い瞳を持つ。指導者は北と南に一人ずついる酋長である。
気の民（英語: Air Nomads）
東西南北の4つの寺院を中心とする遊牧民の国家で、長老僧または尼僧の合議によって治められていた。国民全てが気の技の使い手で、不殺生を是とする菜食主義者である。気の国の男性は頭髪を剃り落とすが、女性は前髪のみを剃って後ろ髪は長く伸ばす。気の技を完全に習得した者は、気の流れに沿って背中から額にかけてと、腕と脚に水色の刺青を施される。

## 登場人物
声優は「英語版/日本語吹き替え（アニメ、2024年実写ドラマ版）」の順である。

### アン一行
アン（英語: Aang）
声 - ミッチェル・ムッソ（パイロットのみ）、ザック・タイラー・アイゼン/中世明日香（土の巻まで）→堀井千砂
気の民の最後の生き残りで、この物語の主人公。12歳（氷に閉じ込められていた期間を含めると112歳）。菜食主義者で平和を好む。
火の国が始めた百年戦争で荒れてしまった世界を唯一救うことが出来るアバター。100年前、アバターであることの重責を受け入れられず、空飛ぶバイソンのアッパと共に逃げ出したその夜に嵐に遭遇し、氷の中に閉じ込められてしまう。100年後にカタラたちに偶然発見され、救い出される。100年間も氷の中に閉じ込められていたため、少し世間知らずな面があるが仲間を思う気持ちは人一番強い。
外見・精神は12歳のままであるため、いたずらを仕掛けたり、少しおだてられただけで調子に乗ったり、責任を感じて自分を責めるなど、年相応の感情の起伏を持つ。カタラには出会った時から何らかの好意を持っており、その気持ちは旅の過程で徐々に強くなる。
カタラ（英語: Katara）
声 - メイ・ホイットマン/戸梶恵理子、福島香々
心優しく気も強い水の民の少女。14歳。水のベンダーで、南の水の国の酋長ハコダの娘。
自分の可能性を信じ、周りに水のベンダーがいない中、自分の部族を火の国から救うため独学で水の技を極め続けている。後に北の水の国での騒動の末に正式な水の技を伝授されている。
幼いころに母親カヤを亡くしており、責任感の強いしっかり者。一行のまとめ役でもあり悪巧みの類も基本的にしないが、サカに負けず劣らず感情的で頑固な面があり仲間や周囲と衝突することも少なくない。しかし、様々なことを経験する中で徐々に落ち着きを見せるようになる。
アンのことは弟のように思っているが旅の過程で気持ちは少しずつ変化してゆく。
パイロット版ではカヤ（英語: Kya）という名前だった。
サカ（英語: Sokka）
声 - ジャック・ディセナ/粟野志門、石橋陽彩
カタラの兄で16歳。水の民の戦士の卵だが、皮肉屋かつお調子者で自分が一番正しいと信じている典型的ティーンエイジャーの性格を持つ。
自身の父親にあこがれており、自分達の部族をほぼ壊滅させた火の国に復讐心を持つ。少々乱暴で感情的な面があるが水の国に対する誇りと忠誠心は強い。科学的でないことはあまり信用しておらず、占いはもちろん、水の技ですら「手品」呼ばわりしていた。当然、水の技は使えずベンダーでもないが、いざとなれば愛用のブーメランで応戦し、天才的なひらめきと機転によって一行の危機を度々救う。どんな時でも冗談とギャグを忘れないムードメーカーでもあるが、アンやカタラにトフ、挙句の果てには敵やズーコからも厳しいツッコミを入れられることも多い。
トフ・ベイフォン（英語: Toph Beifong）
声 - ジェシー・フラワー/坂本梓馬（土の巻まで）→柴紅音
土の王国に住む裕福な貴族ベイフォン家の一人娘。12歳。土のベンダー。生まれつき盲目だが、地面を伝わる振動を感知できるため、地面と接触している時のみほぼ「見る」ことができる。
土の技の腕は優れており、両親には内緒で土の国の地下闘技場で開かれる危険なトーナメントで連続勝利するほど。心配症で過保護な両親との不自由な暮らしに飽き飽きし、後にアンに地の技を授けるためにアン一行に加わることを決意。実家や社交的な場では貴族的な振る舞いになるが、普段は雑で態度がデカく人使いも少々荒い。アンやサカのいたずらに加担することもある。
アッパ（英語: Appa）
声 - ディー・ブラッドリー・ベイカー
アンの忠実な動物系守護霊である。巨大な「空飛ぶバイソン」（自然に飛ぶことができる神話上の動物種）です。物語全体を通してアンと彼のチームの主要な輸送源でした。

### ズーコ一行
ズーコ王子（英語: Zuko）
声 - ダンテ・バスコ/深津智義（土の巻まで）→中田俊輔
火の国の王子で、オザイの長男。16歳。火のベンダー。幼い頃から父に疎んじられており、伝説のアバターであるアンとその一行を討ち取るまでは帰還を認められていない。かつての出来事から、伯父であるアイロー以外の部下からも良く思われていない。人一倍プライドが高く勝ち気で誇り高い性格だが、アイローとの旅を続ける中で自らの存在意義やアバター討伐が本当に自分の目的なのか、度々葛藤することになる。アンとは敵対しているが基本的には悪人ではない。
アイロー将軍（英語: Iroh）
声 - マコ岩松（土の巻まで）→グレッグ・ボールドウィン/をはり万造
火の王オザイの兄で元将軍の老人。火のベンダーで、誰とでも打ち解けられる温厚な性格の持ち主。常にズーコと共に行動し、味方がいないズーコにとって数少ない理解者でもある。茶をこよなく愛し、パイショウ（牌數）という囲碁やチェッカーに似たボードゲームが趣味。とぼけたような言動でズーコを困らせることもしばしばあるが、戦争で息子を亡くしているためズーコのことは実の息子のように思っている。

### 火の国
ジャオ提督（英語: Zhao）
声 - ジェイソン・アイザックス/野坂尚也
火の国の軍人。火のベンダー。アバターを巡ってズーコとは敵対しており、卑劣な手段を使ってズーコを倒そうとしたことでアイローに諭されたことがある。しかし本質的には潔い武人肌の持ち主。欠点は自制心に欠けること。
火の王オザイ（英語: Ozai）
声 - マーク・ハミル/島田敏(テレビアニメ), 新垣樽助(ドラマ)
ズーコ王子とアズーラ姫の父。武力による世界征服を進めている。
アズーラ姫（英語: Azula）
声 - グレイ・デリスル/五味真由子（土の巻まで）→新谷真弓、廣瀬千夏
火の国の王女。14歳。オザイの長女でズーコの妹。天才級の火の技の使い手で、実力は兄以上。性格は冷酷で、人心掌握に長ける。
メイ（英語: Mai）
声 - クリケット・リー/阿部幸恵、平林瑚夏
アズーラの付き人。火の国の貴族の娘。暗器や飛び道具を得意とする。アズーラとズーコとは幼なじみで、ズーコに密かに想いを寄せている。陰気で常に退屈している。
タイリー（英語: Ty Lee）
声 - オリヴァー・ハック/藤田瑞希
アズーラの付き人。火の国の貴族の娘だがサーカスの一座にいたこともある変り種で、身のこなしの軽さを活かした体術を得意とし、経穴を突くことで手足を麻痺させたり、技を封じることができる。アズーラとズーコとは幼なじみ。陽気で情に厚い。
火の王ソジン（英語: Sozin）
声 - ロン・パールマン(老年期), レックス・ラング(青年期)/ 佐々木梅治(老年期), 阪口周平(青年期)
アイローとオザイの祖父で、ズーコとアズーラの曾祖父。世界征服の邪魔となるアバターを取り除くために百年前に気の民を滅ぼし、百年に渡る戦争を始めた。
火の王アズロン（英語: Azulon）
ソジンの一人息子で、ズーコとアズーラの祖父。
シャイヌー将軍（英語: Shinu）
声 -ニック・ジェイムソン
火の国の軍人。ポーファイ要塞を守備する。

### 土の王国
スキ（英語: Suki）
声 - ジェニー・クワン/下山田綾華、長谷川玲奈
キヨシ島の戦士団を率いる女戦士。自分との勝負に負けた後「技を教えてほしい」と頼むサカにキヨシ島の伝統に則った稽古をつけた。
ジェット（英語: Jet）
声 - クロフォード・ウィルソン
火の国と戦う戦災孤児たちから成る「自由の戦士」というゲリラ集団のリーダー。鉤刀の使い手。
シンユー（英語: Xin Fu）
声 - /遠藤大智
土の王・クエイ（英語: Kuei）
声 - フィル・ラマール /
広大な土の王国を治める第52代目土の国の王。ボスコという名のペットのクマがいる。
ロン・フェン（英語: Long Feng）
声 - クランシー・ブラウン / 長嶝高士
土の王国の政府の書記長。

### 水の部族
ハコダ（英語: Hakoda）
声 - アンドレ・ソリュッツォ/中村和正
南の水の部族の酋長。カタラとサカの父。水の部族の戦士たちを率いて火の国と戦っている。
カヤ（英語: Kya）
声 - グレイ・デリスル/きそひろこ
カタラとサカの母。故人。

### その他
パティーク（英語: Pathik）
声 - ブライアン・ジョージ/ヤスヒロ
東の気の寺院に住み着いているグル。霊界やアバターについて詳しい。
アバター・ロク（英語: Roku）
声 - ジェームズ・ギャレット/沢木郁也
火の国出身のアバター。アンの前世であり、アバターとして未熟なアンを精霊界から導く。
アバター・キヨシ（英語: Kyoshi）
声 - ジェニファー・ヘイル/きそひろこ
土の王国出身のアバター。ロクの前世。名前はキヨシ島の由来となり、その化粧と装束はキヨシの戦士たちに受け継がれている。
アバター・クルク（英語: Kuruk）
声 - ジム・メスキメン
北の水の部族出身のアバター。キヨシの前世。
アバター・ヤンチェン（英語: Yangchen）
声 - トレス・マクニール
気の民出身のアバター。クルクの前世。

## スタッフ

### メインスタッフ
- 原作・監督 - マイケル・ダンテ・ディマーティノ、ブライアン・コニーツコ
- 副監督・ヘッドライター - アーロン・イハス
- スーパーバイジングディレクター - スンヒョン・オ（41話 - 61話）
- シリーズ構成 - マイケル・ダンテ・ディマーティノ
- メインキャラクターデザイン・アートディレクター - ブライアン・コニーツコ
- プロップデザイン - ポール・ブリッグス、アルディナ・ディアス
- 背景監督 - エルサ・ガラガルツァ（21話 - 61話）
- 色彩設定 - ヘジュン・キム
- 文化監修 - エドウィン・ゼーン
- 武芸監修 - シフ・キス of the Harmonious Fist Chinese Athletic Assn
- トフ武芸監修 - シフ・マヌエル・ロドリゲス（26話 - 61話）
- 題字・中国語翻訳 - リー・シウリョン
- アニマティックエディター - ダオ・リー、ラルフ・エウセビオ
- 編集監督 - ジェフ・アダムス
- 音楽・サウンドデザイン - ザ・トラックチーム：ベンジャミン・ウィン & ジェレミー・ザッカーマン
- 音声監督 - アンドレア・ロマーノ
- ラインプロデューサー - マイケン・リー・ウォン
- 製作責任 - エリック・コールマン、ジェンナ・ラットレル
- アニメーション制作 - ニコロデオン・アニメーション・スタジオ
- 制作協力 - JM ANIMATION、DR MOVIE（シーズン1 - 2）、ムア・アニメーション（シーズン3）
- 製作 - ニコロデオン

### 各話スタッフ
- アートディレクター補佐 - リカルド・デルガド（15話 - 20話）
- 各話キャラクターデザイン - ヤンキ・ユン、アーロン・アレクソヴィック、リ・ホン、ウォン・サング、キヒョン・リュウ、ジェリー・ラングフォード、イーサン・スポールディング、デイブ・フィローニ、リカルド・デルガド、アンジェラ・メラー、ローレン・モンゴメリー、ジャンカルロ・ヴォルペ、ジェイホン・キム、ホアキン・ドス・サントス、ジェウー・キム、スンヒョン・オ
- 各話背景デザイン - ウィル・ウェストン、トム・ダンキーウィクツ、エルサ・ガラガルツァ、ブライアン・コニーツコ、リカルド・デルガド、ディーン・ケリー、イーサン・スポールディング、マイク・フォン・クリーヴ、エンゾ・バルディ、ジェフォン・ブエ、スンヒョン・オ、ローレン・マクマラン、ケンジ・オオノ、ホアキン・ドス・サントス、アルディナ・ディアス、ジュン・ヒョンチョル
- キャラクターレイアウト（シーズン1） - ジョン・アオシマ、ハイコ・ドレンゲンバーグ、カンリン・シュ、アンジェラ・メラー、ボビー・ルビオ、デビ・コーン、ディーン・ケリー、チョンサク・リー、ブファン・リム、レイモンド・スミス、クニ・トミタ、ジェシー・ロメロ、ジャスティン・リッジ
- 背景レイアウト（シーズン1） - トム・ダンキーウィクツ、ビスマルク・ダトゥイーン、エルサ・ガラガルツァ、ジョージ・ナシェフ、モーリス・モーガン、チャド・クーパー、リカルド・デルガド
- 3DCGモデリング・リギング - スティーブ・ジオルコウスキー
- ストーリーボードリヴィジョン - トミヒロ・ヤマグチ（シーズン2 - シーズン3）
- 演出助手（シーズン1） - ジャスティン・リッジ、ジャンカルロ・ヴォルペ、ミユキ・ホシカワ、リ・ホン、イーサン・スポールディング、クリス・グラハム、ケンジ・オオノ、イアン・グラハム、ボビー・ルビオ
- タイミングディレクター - クリス・プライノスキー、スンヒョン・オ、キム・サンジン、ジョン・イン

### パイロット版
- 原作・監督・脚本・ストーリーボード・演出 - マイケル・ダンテ・ディマーティノ、ブライアン・コニーツコ
- 脚本協力 - スコット・サンボーン、シブ・ベントレス
- キャラクターデザイン・アートディレクター - ブライアン・コニーツコ
- キャラクターデザイン補佐・作画監督 - ヤンキ・ユン
- レイアウト - マイケル・ダンテ・ディマーティノ、ブライアン・コニーツコ、ヤンキ・ユン、アン・チョルウ、キム・ハクジン、ホン・キョンピョ
- 原画 - ブライアン・コニーツコ、ヤンキ・ユン、アン・チョルウ、キム・ハクジン、ホン・キョンピョ、ユ・ジェミョン
- 制作 - ニコロデオン・アニメーション・スタジオ、ティンハウス

### 日本語吹替版
- 日本語版製作 - 不明（シーズン2まで）→スタジオ・エコー[31]（シーズン3のみ）

## 各話リスト
| 話数              | 日本版サブタイトル （原題）                                             | 脚本 | ストーリーボード | 演出                             | 作画監督                                           |
| Book 1 『水の巻』 | Book 1 『水の巻』                                                       | Book 1 『水の巻』 | Book 1 『水の巻』 | Book 1 『水の巻』                | Book 1 『水の巻』                                  |
| ----------------- | ----------------------------------------------------------------------- | --- | --- | -------------------------------- | -------------------------------------------------- |
| 1                 | 氷に閉じ込められた少年 （The Boy in the Iceberg）                       | マイケル・ダンテ・ディマーティノ ブライアン・コニーツコ | デイブ・フィローニ ジャスティン・リッジ ジャンカルロ・ヴォルペ | デイブ・フィローニ               | ユ・ジェミョン ホン・キョンピョ                    |
| 2                 | 帰ってきたアバター （The Avatar Returns）                               | マイケル・ダンテ・ディマーティノ ブライアン・コニーツコ | デイブ・フィローニ クリス・グラハム ミユキ・ホシカワ ジャスティン・リッジ ジャンカルロ・ヴォルペ                                                                                               | デイブ・フィローニ               | ユ・ジェミョン ホン・キョンピョ                    |
| 3                 | 南の気の寺 （The Southern Air Temple）                                  | マイケル・ダンテ・ディマーティノ | リ・ホン ローレン・マクマラン イーサン・スポールディング | ローレン・マクマラン             | ジャン・イン ソ・ユンソク                          |
| 4                 | キヨシ島の戦士たち （The Warriors of Kyoshi）                           | ニック・マリーズ | クリス・グラハム ケンジ・オオノ ジャンカルロ・ヴォルペ | ジャンカルロ・ヴォルペ           | スンヒョン・オ ジュン・フン                        |
| 5                 | オマシュの王 （The King of Omashu）                                     | ジョン・オブライエン | イアン・グラハム アントニー・リオイ ボビー・ルビオ | アントニー・リオイ               | キム・サンジン                                     |
| 6                 | 捕らわれの身 （Imprisoned）                                             | マシュー・ハバード | デイブ・フィローニ ミユキ・ホシカワ ジャスティン・リッジ | デイブ・フィローニ               | ユ・ジェミョン                                     |
| 7                 | 冬至 その1 精霊の世界 （The Spirit World:Winter Solstice, Part 1）      | アーロン・イハス | ジェリー・ラングフォード ローレン・マクマラン イーサン・スポールディング | ローレン・マクマラン             | ジャン・イン ソ・ユンソク                          |
| 8                 | 冬至 その2 アバター・ロク （Avatar Roku :Winter Solstice, Part 2）      | マイケル・ダンテ・ディマーティノ | クリス・グラハム ケンジ・オオノ ジャンカルロ・ヴォルペ | ジャンカルロ・ヴォルペ           | ウン・サンヨン                                     |
| 9                 | 水の技の奥義書 （The Waterbending Scroll）                              | ジョン・オブライエン | イアン・グラハム ブライアン・コニーツコ アントニー・リオイ ボビー・ルビオ | アントニー・リオイ               | ホン・キョンピョ ジュン・フン                      |
| 10                | 自由の闘士 ジェット （Jet）                                             | ジェームズ・イーガン | デイブ・フィローニ ミユキ・ホシカワ ジャスティン・リッジ | デイブ・フィローニ               | ユ・ジェミョン                                     |
| 11                | 万里の渓谷 （The Great Divide）                                         | ジョン・オブライエン | マイケル・ダンテ・ディマーティノ クリス・グラハム ケンジ・オオノ ジャンカルロ・ヴォルペ | ジャンカルロ・ヴォルペ           | ウン・サンヨン                                     |
| 12                | 嵐 （The Storm）                                                        | アーロン・イハス | ジェリー・ラングフォード ローレン・マクマラン イーサン・スポールディング | ローレン・マクマラン             | ホン・キョンピョ                                   |
| 13                | 青い仮面の男 （The Blue Spirit）                                        | マイケル・ダンテ・ディマーティノ ブライアン・コニーツコ | マイケル・ダンテ・ディマーティノ デイブ・フィローニ イアン・グラハム ブライアン・コニーツコ アントニー・リオイ ボビー・ルビオ                                                                  | デイブ・フィローニ               | キム・サンジン                                     |
| 14                | 占い師 （The Fortuneteller）                                            | アーロン・イハス ジョン・オブライエン | デイブ・フィローニ イアン・グラハム ミユキ・ホシカワ ジャスティン・リッジ | デイブ・フィローニ               | ユ・ジェミョン                                     |
| 15                | 水の民バトー （Bato of the Water Tribe）                                | イアン・ウィルコックス | クリス・グラハム ケンジ・オオノ ボビー・ルビオ ジャンカルロ・ヴォルペ | ジャンカルロ・ヴォルペ           | キム・サンジン                                     |
| 16                | 偉大なる脱走兵 （The Deserter）                                         | ティム・ヘドリック | ディーン・ケリー ジェリー・ラングフォード ローレン・マクマラン イーサン・スポールディング | ローレン・マクマラン             | スンヒョン・オ                                     |
| 17                | 北の気の寺 （The Northern Air Temple）                                  | エリザベス・ウェルチ・イハス | デイブ・フィローニ イアン・グラハム ミユキ・ホシカワ ジャスティン・リッジ | デイブ・フィローニ               | ジョン・イン                                       |
| 18                | 水の技の師匠 （The Waterbending Master）                                | マイケル・ダンテ・ディマーティノ | クリス・グラハム ケンジ・オオノ ボビー・ルビオ ジャンカルロ・ヴォルペ | ジャンカルロ・ヴォルペ           | ユ・ジェミョン                                     |
| 19                | 北極の包囲網 その1 （The Siege of the North, Part 1）                   | アーロン・イハス | オレステ・カネステレリ ディーン・ケリー ローレン・マクマラン イーサン・スポールディング | ローレン・マクマラン             | キム・サンジン                                     |
| 20                | 北極の包囲網 その2 （The Siege of the North, Part 2）                   | アーロン・イハス | デイブ・フィローニ イアン・グラハム ミユキ・ホシカワ ジャスティン・リッジ | デイブ・フィローニ               | アン・ジュンリュル ホン・キョンピョ ジュン・フン   |
| Book 2 『土の巻』 |                                                                         | | |                                  |                                                    |
| 21                | アバターの境地 （The Avatar State）                                     | アーロン・イハス エリザベス・ウェルチ・イハス ティム・ヘドリック ジョン・オブライエン                                                                                         | オレステ・カネステレリ イアン・グラハム ボビー・ルビオ ジャンカルロ・ヴォルペ | ジャンカルロ・ヴォルペ           | シン・ジョンダク                                   |
| 22                | 恋人たちのトンネル （The Cave of Two Lovers）                           | ジョシュア・ハミルトン | クリス・グラハム ディーン・ケリー ローレン・マクマラン ケンジ・オオノ トミヒロ・ヤマグチ | ローレン・マクマラン             | ユ・ジェミョン                                     |
| 23                | ふたたびオマシュへ （Return to Omashu）                                 | エリザベス・ウェルチ・イハス | ミユキ・ホシカワ イーサン・スポールディング ジャスティン・リッジ トミヒロ・ヤマグチ | イーサン・スポールディング       | キム・サンジン                                     |
| 24                | 不思議な沼地 （The Swamp）                                              | ティム・ヘドリック | オレステ・カネステレリ イアン・グラハム ボビー・ルビオ ジャンカルロ・ヴォルペ | ジャンカルロ・ヴォルペ           | アン・ジュンリュル                                 |
| 25                | アバターの日 （Avatar Day）                                             | ジョン・オブライエン | クリス・グラハム スンヒョン・オ ディーン・ケリー ローレン・マクマラン ケンジ・オオノ | ローレン・マクマラン             | シン・ジョンダク                                   |
| 26                | 盲目のギャング （The Blind Bandit）                                     | マイケル・ダンテ・ディマーティノ | ミユキ・ホシカワ ブライアン・コニーツコ ジャスティン・リッジ イーサン・スポールディング トミヒロ・ヤマグチ                                                                                     | イーサン・スポールディング       | ユ・ジェミョン                                     |
| 27                | ズーコひとり （Zuko Alone）                                             | エリザベス・ウェルチ・イハス | クリス・グラハム ディーン・ケリー ローレン・マクマラン ケンジ・オオノ | ローレン・マクマラン             | ジュン・フン アン・ジョンリュル ユ・ジェミョン     |
| 28                | 追跡 （The Chase）                                                      | ジョシュア・ハミルトン | オレステ・カネステラリ マイケル・ダンテ・ディマーティノ イアン・グラハム ボビー・ルビオ ジャンカルロ・ヴォルペ                                                                                 | ジャンカルロ・ヴォルペ           | キム・サンジン                                     |
| 29                | 厳しい修行 （Bitter Work）                                              | アーロン・イハス | マイケル・チャン ミユキ・ホシカワ ジャスティン・リッジ イーサン・スポールディング トミヒロ・ヤマグチ                                                                                           | イーサン・スポールディング       | リー・ドンウク                                     |
| 30                | 隠された書庫 （The Library）                                            | ジョン・オブライエン | オレステ・カレステレリ イアン・グラハム ボビー・ルビオ ジャンカルロ・ヴォルペ | ジャンカルロ・ヴォルペ           | ジョン・イン リー・ハクビン                        |
| 31                | 砂漠 （The Desert）                                                     | ティム・ヘドリック | クリス・グラハム ディーン・ケリー ローレン・マクマラン ケンジ・オオノ | ローレン・マクマラン             | キム・サンジン                                     |
| 32                | 大蛇の峠 （The Serpent's Pass）                                         | マイケル・ダンテ・ディマーティノ ジョシュア・ハミルトン | ミユキ・ホシカワ ジャスティン・リッジ イーサン・スポールディング トミヒロ・ヤマグチ | イーサン・スポールディング       | ユ・ジェミョン                                     |
| 33                | 巨大なドリル （The Drill）                                              | マイケル・ダンテ・ディマーティノ ブライアン・コニーツコ | オレステ・カネステレリ クリス・グラハム イアン・グラハム ディーン・ケリー ケンジ・オオノ ボビー・ルビオ ジャンカルロ・ヴォルペ                                                                 | ジャンカルロ・ヴォルペ           | シン・ジョンダク                                   |
| 34                | 都の壁と その秘密 （City of Walls and Secrets）                         | ティム・ヘドリック | クリス・グラハム ディーン・ケリー ローレン・マクマラン ケンジ・オオノ | ローレン・マクマラン             | ユ・ジェミョン                                     |
| 35                | バーシンセー物語 （The Tales of Ba Sing Se）                            | ジョアン・エストエスタ リサ・ヴァーラント アンドリュー・ヒューブナー ゲイリー・シェップケ ローレン・マクマラン ケイティ・マティラ ジャスティン・リッジ ジャンカルロ・ヴォルペ | マイケル・チャン ホアキン・ドス・サントス イアン・グラハム ミユキ・ホシカワ イーサン・スポールディング                                                                                         | イーサン・スポールディング       | キム・サンジン                                     |
| 36                | アッパのさまよう日々 （Appa's Lost Days）                               | エリザベス・ウェルチ・イハス | オレステ・カレステレリ イアン・グラハム ボビー・ルビオ ジャンカルロ・ヴォルペ | ジャンカルロ・ヴォルペ           | ユ・ジェミョン                                     |
| 37                | ラオガイ湖 （Lake Laogai）                                              | ティム・ヘドリック | ホアキン・ドス・サントス クリス・グラハム ディーン・ケリー ローレン・マクマラン ケンジ・オオノ                                                                                                 | ローレン・マクマラン             | キム・サンジン                                     |
| 38                | 土の王国の王 （The Earth King）                                         | ジョン・オブライエン | マイケル・チャン ホアキン・ドス・サントス ミユキ・ホシカワ イーサン・スポールディング | イーサン・スポールディング       | ユ・ジェミョン                                     |
| 39                | 導師の教え （The Guru）                                                 | マイケル・ダンテ・ディマーティノ ブライアン・コニーツコ | オレステ・カレステレリ イアン・グラハム ボビー・ルビオ ジャンカルロ・ヴォルペ | ジャンカルロ・ヴォルペ           | キム・サンジン                                     |
| 40                | 運命の分かれ道 （The Crossroads of Destiny）                            | アーロン・イハス | マイケル・ダンテ・ディマーティノ クリス・グラハム ディーン・ケリー ケンジ・オオノ マイケル・チャン                                                                                             | マイケル・ダンテ・ディマーティノ | ユ・ジェミョン                                     |
| Book 3 『火の巻』 |                                                                         | | |                                  |                                                    |
| 41                | 目覚め （The Awakening）                                                | アーロン・イハス | マイケル・チャン ディーン・ケリー フアン・メザレオン ボビー・ルビオ ジャンカルロ・ヴォルペ | ジャンカルロ・ヴォルペ           | キム・スンキ ハン・クァンイル クォン・ジョンウォン |
| 42                | 友情のはちまき （The Headband）                                         | ジョン・オブライエン | ホアキン・ドス・サントス イアン・グラハム スンヒョン・オ ケンジ・オオノ トミヒロ・ヤマグチ | ホアキン・ドス・サントス         | ユ・ジェミョン キム・チンゴン カン・サン・デ       |
| 43                | 紅小町 （The Painted Lady）                                             | ジョシュア・ハミルトン | オレステ・カネステレリ ミユキ・ホシカワ ディーン・ケリー イーサン・スポールディング | イーサン・スポールディング       | ベク・ウンヒ キム・ウィジョン                      |
| 44                | サカの師匠 （Sokka's Master）                                           | ティム・ヘドリック | マイケル・チャン フアン・メザレオン ボビー・ルビオ ジャンカルロ・ヴォルペ | ジャンカルロ・ヴォルペ           | ユ・ジェミョン キム・チンゴン カン・サン・デ       |
| 45                | 砂浜 （The Beach）                                                      | ケイティ・マティラ | マイケル・ダンテ・ディマーティノ ホアキン・ドス・サントス イアン・グラハム ブライアン・コニーツコ スンヒョン・オ ケンジ・オオノ                                                                | ホアキン・ドス・サントス         | カン・サンキ ハン・カンイル クォン・ジョンウォン   |
| 46                | アバターと火の王 （The Avatar and the Firelord）                        | エリザベス・ウェルチ・イハス | オレステ・カネステレリ ミユキ・ホシカワ ディーン・ケリー イーサン・スポールディング | イーサン・スポールディング       | ユ・ジェミョン キム・チンゴン カン・サン・デ       |
| 47                | 逃亡者 （The Runaway）                                                  | ジョシュア・ハミルトン | マイケル・チャン フアン・メザレオン ボビー・ルビオ ジャンカルロ・ヴォルペ | ジャンカルロ・ヴォルペ           | ベク・ウンヒ キム・ウィジョン ハン・クァンイル     |
| 48                | 人形遣い （The Puppetmaster）                                           | ティム・ヘドリック | ホアキン・ドス・サントス イアン・グラハム キム・サンジン ローレン・モンゴメリー ケンジ・オオノ                                                                                                 | ホアキン・ドス・サントス         | ユ・ジェミョン キム・ジンゴン カン・サン・デ       |
| 49                | 悪夢と白昼夢 （Nightmares and Daydreams）                               | ジョン・オブライエン | オレステ・カネステレリ ミユキ・ホシカワ ディーン・ケリー キム・サンジン イーサン・スポールディング                                                                                             | イーサン・スポールデイング       | クォン・ジョンウォン パク・フン カン・スンキ       |
| 50                | 黒い太陽の日 その1 侵略 （The Day of Black Sun, Part 1: The Invasion）  | マイケル・ダンテ・ディマーティノ | マイケル・ダンテ・ディマーティノ マイケル・チャン フアン・メザレオン ユ・ジェミョン ジャンカルロ・ヴォルペ                                                                                     | ジャンカルロ・ヴォルペ           | ユ・ジェミョン キム・ジンゴン カン・サン・デ       |
| 51                | 黒い太陽の日 その2 日食 （The Day of Black Sun, Part 2: The Eclipse）   | アーロン・イハス | ホアキン・ドス・サントス イアン・グラハム ローレン・モンゴメリー ケンジ・オオノ キム・サンジン                                                                                                 | ホアキン・ドス・サントス         | ハン・クァンイル ベク・ウンヒ                      |
| 52                | 西の気の寺 （The Western Air Temple）                                   | エリザベス・ウェルチ・イハス ティム・ヘドリック | オレステ・カネステレリ ミユキ・ホシカワ ディーン・ケリー ローレン・モンゴメリー イーサン・スポールディング                                                                                     | イーサン・スポールディング       | ユ・ジェミョン キム・ジンゴン カン・サン・デ       |
| 53                | 火の技の師範たち （The Firebending Masters）                            | ジョン・オブライエン | マイケル・チャン ジョアンナ・マット フアン・メザレオン キム・サンジン ジャンカルロ・ヴォルペ                                                                                                   | ジャンカルロ・ヴォルペ           | クォン・ジョンウォン パク・フン カン・スンキ       |
| 54                | 釜茹（かまゆで）岩 その1 （The Boiling Rock, Part 1）                   | メイ・チャン | ホアキン・ドス・サントス イアン・グラハム ローレン・モンゴメリー ケンジ・オオノ ユ・ジェミョン                                                                                                 | ホアキン・ドス・サントス         | ユ・ジェミョン キム・ジンゴン カン・サン・デ       |
| 55                | 釜茹（かまゆで）岩 その2 （The Boiling Rock, Part 2）                   | ジョシュア・ハミルトン | オレステ・カネステレリ マイケル・ダンテ・ディマーティノ ミユキ・ホシカワ ディーン・ケリー イーサン・スポールディング キム・サンジン ブライアン・コニーツコ                                     | イーサン・スポールディング       | ハン・クァンイル                                   |
| 56                | 南の侵略部隊 （The Southern Raiders）                                   | エリザベス・ウェルチ・イハス | カン・サン・デ ホアキン・ドス・サントス イアン・グラハム ローレン・モンゴメリー ケンジ・オオノ ユ・ジェミョン                                                                                  | ホアキン・ドス・サントス         | カン・スンキ クォン・ジョンウォン                  |
| 57                | エンバー島劇団 （The Ember Island Players）                             | ティム・ヘドリック ジョシュア・ハミルトン ジョン・オブライエン | マイケル・チャン ジョアンナ・マット フアン・メザレオン ジャンカルロ・ヴォルペ ヤン・ジャンヘ ユ・ジェミョン                                                                                    | ジャンカルロ・ヴォルペ           | ユ・ジェミョン キム・ジンゴン カン・サン・デ       |
| 58                | ソジンの彗星 その1 不死鳥王 （Sozin's Comet, Part 1: The Phoenix King） | マイケル・ダンテ・ディマーティノ | オレステ・カネステレリ マイケル・ダンテ・ディマーティノ エルサ・ガラガルツァ ミユキ・ホシカワ ディーン・ケリー ローレン・モンゴメリー スンヒョン・オ イーサン・スポールディング ユ・ジェミョン | イーサン・スポールディング       | キム・ジンゴン カン・サン・デ                      |
| 59                | ソジンの彗星 その2 恩師たち （Sozin's Comet, Part 2: The Old Masters）  | アーロン・イハス | マイケル・チャン ジョアンナ・マット フアン・メザレオン ユ・ジェミョン スンヒョン・オ ジャンカルロ・ヴォルペ                                                                                    | ジャンカルロ・ヴォルペ           | ハン・クァンイル                                   |
| 60                | ソジンの彗星 その3 炎の中へ （Sozin's Comet, Part 3: Into the Inferno） | マイケル・ダンテ・ディマーティノ ブライアン・コニーツコ | ホアキン・ドス・サントス ディーン・ケリー ブライアン・コニーツコ ローレン・モンゴメリー イーサン・スポールディング スンヒョン・オ                                                              | ホアキン・ドス・サントス         | ユ・ジェミョン                                     |
| 61                | ソジンの彗星 その4 アバター･アン （Sozin's Comet, Part 4: Avatar Aang） | マイケル・ダンテ・ディマーティノ ブライアン・コニーツコ | ホアキン・ドス・サントス ディーン・ケリー ローレン・モンゴメリー スンヒョン・オ イーサン・スポールディング マイケル・ダンテ・ディマーティノ ブライアン・コニーツコ                             | ホアキン・ドス・サントス         | ユ・ジェミョン                                     |

## 映画
2010年、この番組の第1シーズンをもとにした実写映画『エアベンダー』（M・ナイト・シャマラン監督、ノア・リンガー主演）が公開された。「アバター」というタイトルはジェームズ・キャメロンの『アバター (2009年の映画)』が既に公開されていたため、『エアベンダー（The Last Airbender）』に変更された。第2・第3シーズンをもとにした続編も企画されたが続報はなく立ち消えとなった。
その後、Netflixで映画『エアベンダー』とは無関係の実写ドラマシリーズ『アバター: 伝説の少年アン』が製作され2024年に公開されることとなった。2月22日、配信開始。

## 受賞・ノミネート
| 賞                                                                        | 受賞・ノミネート |
| 2005年 プルチネルラ賞：                                                   |                  |
| 最優秀アクション／冒険テレビシリーズ部門                                  | 受賞             |
| 最優秀テレビシリーズ部門                                                  | 受賞             |
| 第33回アニー賞：                                                          |                  |
| 最優秀テレビアニメ部門                                                    | ノミネート       |
| ストーリーボード賞TV部門（『The Deserter』）                              | 受賞             |
| 脚本賞TV部門（『The Fortuneteller』）                                     | ノミネート       |
| 第34回アニー賞：                                                          |                  |
| キャラクターアニメーションTV部門（『The Blind Bandit』）                  | 受賞             |
| 監督賞TV部門（『The Drill』）                                             | 受賞             |
| 2007 ジェネシス賞：                                                       |                  |
| 子供向け番組部門（『Appa's Lost Days』）                                  | 受賞             |
| プライムタイム・エミー賞：                                                |                  |
| 作品（番組) 賞アニメーション番組部門（『City of Walls and Secrets』）     | ノミネート       |
| 個人功労賞（『Lake Laogai』のキム・サンジンに対して）                     | 受賞             |
| キッズ・チョイス・アワード 2008：                                         |                  |
| Favorite Cartoon                                                          | 受賞             |
| 2008年アヌシー国際アニメーション映画祭：                                  |                  |
| テレビシリーズ                                                            | ノミネート       |
| 第56回ゴールデンリール賞：                                                |                  |
| 最優秀音響編集賞テレビアニメ部門（『Sozin's Comet Part 4: Avatar Aang』） | ノミネート       |
| 2008年ピーボディ賞：                                                      |                  |
| 『非常に複雑なキャラクターと、戦争の及ぼす影響への健康的な敬意に対して』  | 受賞             |